# Koraga
Pour les articles homonymes, voir kfd.
Le koraga est une langue dravidienne, parlée par environ 14 000 Koraga qui vivent  dans les districts de Dakshina Kannada et d'Udupi situés dans l'État de Karnataka, en Inde.

## Dialectes
Le koraga comprend trois dialectes, l'onti, parlé à Udupi, le tappu, parlé à Hebri, et l'ande. Ces parlers koraga sont proches du toulou. Un quatrième parler le mudu koraga se différencie des trois précédents par sa proximité avec le kannada

## Phonologie
Les tableaux présentent les phonèmes vocaliques et consonantiques du dialecte onti.

### Voyelles
|         | Antérieure    | Centrale      | Postérieure   |
| ------- | ------------- | ------------- | ------------- |
| Fermée  | i [i] iː [iː] | ɨ [ɨ] ɨː [ɨː] | u [u] uː [uː] |
| Moyenne | e [e] eː [eː] |               | o [o] oː [oː] |
| Ouverte |               | a [a] aː [aː] |               |

### Consonnes
|              |              | Bilabiales | Dentales | Alvéolaires | Alvéolaires | Alvéolaires | Rétrofl. | Vélaires |
| ------------ | ------------ | ---------- | -------- | ----------- | ----------- | ----------- | -------- | -------- |
| Centrales    | Latérales    | Bilabiales | Dentales | Palatales   |             |             | Rétrofl. | Vélaires |
| Occlusives   | Sourdes      | p [p]      | t [t]    |             |             |             | ṭ [ʈ ]   | k [k]    |
| Occlusives   | Sonores      | b [b]      | d [d]    |             |             |             | ḍ [ɖ ]   | g [ɡ]    |
| Affriquées   | Sourdes      |            |          |             |             | c [ t͡ʃ ]    |          |          |
| Affriquées   | Sonores      |            |          |             |             | j [ d͡ʒ]     |          |          |
| Fricatives   | Sourdes      |            |          | s [s]       |             |             |          |          |
| Fricatives   | Sonores      | v [v]      |          |             |             |             |          |          |
| Nasales      | Nasales      | m [m]      |          | n [n]       |             |             |          | ṅ [ŋ]    |
| Liquides     | Liquides     |            |          |             | l [l]       |             |          |          |
| Roulées      | Roulées      |            |          | r [r]       |             |             |          |          |
| Semi-voyelle | Semi-voyelle |            |          |             |             | y [ j]      |          |          |

## Sources
- (en) Shankara D. N. Bhat, 1971, The Koraga Language, Pune, Deccan College Postgraduate and Research Institute
- (en) Bhadriraju Krishnamurti, 2003, The Dravidian Languages, Cambridge, Cambridge University Press.